# Josef Mašek
Josef Mašek (3. července 1854 Pelhřimov – 5. května 1929 Brno) byl český a československý politik a poslanec Revolučního národního shromáždění za Československou stranu lidovou.

## Biografie
Působil jako vrchní inspektor a dlouholetý přednosta pozemkového katastru na Moravě (od roku 1909). V roce 1900 se stal prvním docentem nauky o katastru a pozemkových knihách na české technice v Brně. V roce 1928 publikoval své poznatky v Zeměměřickém věstníku.
Byl také velmi aktivním žurnalistou. Psal do moravských katolických listů Hlas, Našinec a Den. Tiskem vydal několik odborných i politických publikací: Od kolébky Riegrovy, Chceme všeobecné rovné či poměrné právo? nebo Styk katastru s knihou pozemkovou. Roku 1908 spoluzakládal Moravskou agrární a průmyslovou banku, byl jednatelem moravského odboru Národní rady české, téměř dvacet let člen výboru Družstva Národního divadla v Brně. Na sklonku života mu byl udělen titul vládního rady.
Zasedal v Revolučním národním shromáždění za Československou stranu lidovou. Na mandát rezignoval na 35. schůzi v březnu 1919. Byl uváděn jako penzista.